# Анализ
Анализът (от древно гр. ἀνάλυσις „разлагане, разчленяване, разделяне“) е операция на мислено или реално разделяне на цялото (предмети, свойства, процеси или отношения между предмети и явления) на съставни части, в процеса на опознаване или натрупване на практически опит.
Като допълнение към синтеза, методът на анализа позволява да се получи информация за структурата на предмета или обекта на изследване.
Анализът е метод на изследване:
- във философията – анализ и синтез.
- във физиката – физичен анализ, спектрален анализ, електроанализ.
- в логиката – логически анализ, нестандартен анализ.
- в химията – аналитична химия, структурен анализ, физико-химичен анализ, седиментационен анализ, атомни емисионни инстументални методи за анализ.
- в медицината – медицински анализ, анализ на кръвта, анализ на урината, физиологичен анализ.
- в математиката и теорията на функциите – математически анализ, функционален анализ, комплексен анализ, векторен анализ, хармоничен анализ.
- в икономиката – комплексен икономически анализ, финансов анализ, одитен анализ и др.